# أرغا
أرغا هي قرية في مقاطعة خليل أباد، إيران. عدد سكان هذه القرية هو 2,519 في سنة 2006.